# Đấu kiếm tại Đại hội Thể thao Đông Nam Á 2003
Đấu kiếm tại Đại hội thể thao Đông Nam Á lần thứ 22 được tổ chức tại Nhà thi đấu Cầu Giấy, Hà Nội, Việt Nam.

## Tóm tắt huy chương

### Bảng huy chương
| Hạng               | Đoàn               | Vàng | Bạc | Đồng | Tổng số |
| ------------------ | ------------------ | ---- | --- | ---- | ------- |
| 1                  | Philippines (PHI)  | 4    | 3   | 1    | 8       |
| 2                  | Thái Lan (THA)     | 3    | 2   | 3    | 8       |
| 3                  | Việt Nam (VIE)     | 2    | 4   | 3    | 9       |
| 4                  | Indonesia (INA)    | 0    | 0   | 4    | 4       |
| 4                  | Singapore (SGP)    | 0    | 0   | 4    | 4       |
| Tổng số (5 đơn vị) | Tổng số (5 đơn vị) | 9    | 9   | 15   | 33      |

### Nội dung của nam
| Nội dung         | Vàng                       | Bạc                    | Đồng                     |
| ---------------- | -------------------------- | ---------------------- | ------------------------ |
| Kiếm ba cạnh đơn | Siriroj Rattaprasert (THA) | Vizcayno Macario (PHI) | Muhammad Haerullah (IDN) |
| Kiếm ba cạnh đơn | Siriroj Rattaprasert (THA) | Vizcayno Macario (PHI) | Ang Chez Yee (SIN)       |
| Kiếm ba cạnh đội | Philippines (PHI)          | Thái Lan (THA)         | Việt Nam (VIE)           |
| Kiếm chém đơn    | Mendoza Gumabao (PHI)      | Wiradech Kothny (THA)  | Nguyễn Văn Quế (VIE)     |
| Kiếm chém đơn    | Mendoza Gumabao (PHI)      | Wiradech Kothny (THA)  | Dương Văn Cường (VIE)    |
| Kiếm chém đội    | Việt Nam (VIE)             | Philippines (PHI)      | Thái Lan (THA)           |
| Kiếm liễu đơn    | Nontapat Panchan (THA)     | Nguyễn Hải Đăng (VIE)  | Dadan Heri (IDN)         |
| Kiếm liễu đơn    | Nontapat Panchan (THA)     | Nguyễn Hải Đăng (VIE)  | Li Chien Koh (SIN)       |
| Kiếm liễu đội    | Philippines (PHI)          | Việt Nam (VIE)         | Singapore (SIN)          |

### Nội dung của nữ
| Nội dung         | Vàng                       | Bạc                         | Đồng                          |
| ---------------- | -------------------------- | --------------------------- | ----------------------------- |
| Kiếm ba cạnh đơn | Siritida Choochokkul (THA) | Nguyễn Thị Như Hà (VIE)     | Isnawati Sir Idar (IDN)       |
| Kiếm ba cạnh đơn | Siritida Choochokkul (THA) | Nguyễn Thị Như Hà (VIE)     | Rina Sucipto (IDN)            |
| Kiếm chém đơn    | Nguyễn Thị Lệ Dung (VIE)   | Nguyễn Thị Thủy Chung (VIE) | Joanna Villareal (PHI)        |
| Kiếm chém đơn    | Nguyễn Thị Lệ Dung (VIE)   | Nguyễn Thị Thủy Chung (VIE) | Supanna Samaboot (THA)        |
| Kiếm chém đội    |                            |                             |                               |
| Kiếm liễu đơn    | Lenita Garcia (PHI)        | Veena Nuestro (PHI)         | Ng Yi Lin (SIN)               |
| Kiếm liễu đơn    | Lenita Garcia (PHI)        | Veena Nuestro (PHI)         | Nunta Chantasuwannansin (THA) |